# Enrique Calderón R.
Enrique Calderón Rodríguez was een Mexicaans politicus en militair.
Tijdens de Mexicaanse Revolutie sloot Calderón zich aan bij het Constitutionalistisch Leger. Van 1936 tot 1940 was hij gouverneur van Durango en vervolgens consul in San Francisco. In 1946 was hij als onafhankelijk politicus kandidaat voor het presidentschap, maar haalde slechts 1,48% van de stemmen.